# John Lindgren
Pour les articles homonymes, voir Lindgren.
John Lindgren (8 novembre 1899 à Lycksele - 30 janvier 1990) est un ancien fondeur suédois.

## Championnats du monde
- Championnats du monde de ski nordique 1927 à Cortina d'Ampezzo 
  -  Médaille d'or sur 18 km.
  -  Médaille d'or sur 50 km.